# Њујоршки плавци (5. сезона)
Њујоршки плавци је америчка телевизијска полицијска серија смештена у Њујорку која приказује унутрашње и спољашње борбе измишљене 15. станице на Менхетну.
Сезона 5 је емитована од 30. септембра 1997. до 19. маја 1998. године.

## Опис
Сиповиц се бори са раком простате и растуће-опадаћујој вези Симона и Раселове. Андреа Томпсон је унапређена у главну поставу. ЛАП Џон Ирвин се вратио на посао. Енди Сиповиц се уз помоћ своје жене бори са раком простате и одлази на операцију.

## Улоге

### Главне
- Џими Смитс као Боби Симон
- Денис Франц као Енди Сиповиц
- Џејмс МекДенијел као Артур Фенси
- Николас Туртуро као Џејмс Мартинез
- Гордон Клап као Грег Медавој
- Ким Дилејни као Дајен Расел
- Андреа Томпсон као Џил Киркендал

### Епизодне
- Шерон Лоренс као ПОТ Силвија Костас-Сиповиц (Епизоде 1, 13, 16-22)
- Бил Брочрап као ЛАП Џон Ирвин (Епизода 16)

## Епизоде
| Бр. у серији | Бр. у сезони | Наслов                                 | Редитељ         | Сценариста                           | Емитовање           |
| --- | ------------ | -------------------------------------- | --------------- | ------------------------------------ | ------------------- |
| 89 | 1            | Овај пупољак је за тебе                | Марк Тинкер     | Дејвид Милч                          | 30. септембар 1997. |
| Након убиства Џоија Салва, Боби је суспендован и није причао са Ендијем дуго. Док ФБИ и Дајен наваљују, Боби се суочава са Ендијем са сумњама о Салвовом убиству. Када га је Енди убедио да није убица, заједно склапају план да ухапсе човека који је починио злочин. Са друге стране, наркоман убија савршено нормалне људе за које мисли да су му непријатељи, Џил има изненађујућу нову везу, и Џејмс и Грег ће постати родитељи, а Боби нуди Дајен животну понуду. Напомена: Појава ПОТ Силвије Костас.                          |              |                                        |                 |                                      |                     |
| 90 | 2            | Све добро се завршава добро            | Парис Баркли    | Дејвид Милч, Бил Кларк               | 7. октобар 1997.    |
| Боби се вратио на посао, али ствари нису једноставне између њега и Ендија док решавају убиство смртно болсеног чувара који је држао у руци кључ за решавање злочина. Дајен користи сексизам против осумњиченог у случају силовања. Џејмс и Ђина се венчавају. |              |                                        |                 |                                      |                     |
| 91 | 3            | Три девојке и беба                     | Марк Тинкер     | Дејвид Милч, Бил Кларк               | 14. октобар 1997.   |
| Грег упада у акцију када је Ебина девојка убијена током провале, а случај добија невероватну фигуру из Ебине прошлости. Остатак одељења покушава да реши случај младе девојке која је убијена и спаљена до непрепознатљивости. |              |                                        |                 |                                      |                     |
| 92 | 4            | Истина је негде тамо                   | Денис Дуган     | Дејвид Милч, Бил Кларк               | 28. октобар 1997.   |
| Док Енди учи речи једне песма, он и Боби морају да помогну сведоку једног убиства који има савршен мозак за детаље. Након што је жена отета, Енди напада ПОТ Леа Кохена јер је склопио нагодбу од које зависи њена сигурност, што доводи Џил да очита Леу буквицу. Грег и Џејмс откривају да брат једног Индијца стоји иза серије пљачки аутомобила. |              |                                        |                 |                                      |                     |
| 93 | 5            | Нико не може сам                       | Фарел Џејн Ливи | Дејвид Милч, Кетрин Стриблинг        | 4. новембар 1997.   |
| Сиповиц се бори са бесом док истражује силовање девојчица и долази лицем у лице са осумњиченом који га гурне преко ивице. У међувремену Симону је мука јер мајка зависница тоне на рехабилитацији, док он покушава да реши убиство Корејанца. Убица, који живи у црначком крају, напушта сина који је непријатељски настројен према свима, чак и детективима из 15-те. |              |                                        |                 |                                      |                     |
| 94 | 6            | Мртвац горови                          | Дона Дајч       | Џејсон Кејхил                        | 11. новембар 1997.  |
| Винс Готели се вратио у животе детектива 15-те када је возач аутобуса осумњичен за убиство своје жене и болесног сина. Поручника Фенсија посећује музичара који умире ода рака и говори му информације о случају убиства старом 20 година, а касније прича свом пријатељу о свом животу и где ће даље. Радник музичког студија је претучен на смрт, а истрага доводи до неочекиваног осумњиченог. |              |                                        |                 |                                      |                     |
| 95 | 7            | Мутне радње                            | Денис Дуган     | Дејвид Милч, Бил Кларк               | 18. новембар 1997.  |
| Две младе жене које су тајно радиле као егзотичне плесачице су силоване и убијене, а Енди и Боби улазе у море шљама да би решили случај. Непоуздани сведок говори Џејмсу да су човекова жена и њен љубавник у опасности од мужа, што уводи полицајце у потеру. Дајен је бесна јер ју је нека жена оптужила да је случајно покрала њену кућну помоћницу имигранткињу. |              |                                        |                 |                                      |                     |
| 96 | 8            | Изгубљени Израел -I део-               | Стивен Депол    | Тед Мен, Бил Кларк, Мередит Стим     | 25. новембар 1997.  |
| У дводелној епизоди младића Брајана су пријавили као несталог његов отац и његова мајка. Отац постаје главни осумњичени, али докази упућују на немог бескућника Израела. Енди не може да обузда своју нарав, а након што је Брајан пронађен мртав, Фенси га скида са случаја. |              |                                        |                 |                                      |                     |
| 97 | 9            | Изгубљени Израел -II део-              | Парис Баркли    | Дејвид Милч, Бил Кларк               | 9. децембар 1997.   |
| Енди је касније остављен да чита Библију у потрази за одговорима након што се Израел убио. Дајен је преузела након што је упркос Греговом Ортодоксном зннању постала корисна када су он и Џејмс пронашли ђубре које је убило и опљачкало једну жену. Док Дајен покушава да натера жену да каже све што зна о мужу, Боби пробија мужеву одбрану и почиње да открива грозне информације. Превара бескућника омогућава полицајцима да реше Брајаново убиство.                                                                            |              |                                        |                 |                                      |                     |
| 98 | 10           | Сећање на прошлост грба                | Џејк Палтроу    | Дејвид Милч, Бил Кларк, Џон Чејмберс | 16. децембар 1997.  |
| Ендијев стари приајтељ Воли тражи помоћ јер се Волијева ћерка чудно понаша са једном женом. Енди сазнаје да је Карла ђубре, а њен дечко још горе и креће када је Марго претучена на смрт, а Боби све схвата брже. Грег и Џејмс хапсе наркомана који је бацао делове мртвих тела по градском гробљу. Боби открива праву позадину ЛАП Наоми. |              |                                        |                 |                                      |                     |
| 99 | 11           | Под Растом си                          | Боб Доерти      | Дејвид Милч, Бил Кларк               | 6. јануар 1998.     |
| Дајен открива Бобију да је трудна и инсистира на опасном задатку који испада да је пуцњава, а он виче на њу пред свима. Џејмсов бес преовладава када открије да је градски званичник бацио мртво тело у контејнер. Наоми говори Бобију да је тражи имиграционо јер је била незаконито у Аустралији, али ће се борити да остане у САД. |              |                                        |                 |                                      |                     |
| 100 | 12           | Вендина кутија                         | Марк Тинкер     | Дејвид Милч, Бил Кларк               | 13. јануар 1998.    |
| У 100. епизоди серије млада жена је пронађена мртва у вредној дрвеној кутији. Енди и Боби повезују причу са њеним глупим, безвредним братом, али треба неколико кока-кола да се открије права прича. Дајенина трудноћа утиче на њен ум када је мајчин дечко случајно убио њеног сина. Грег, Џејмс и Џил решавају убиство у ауто-механичарској радионици, што се додатно закомпликује када породица каже да ће Бог да опрости убици.                                                                                                   |              |                                        |                 |                                      |                     |
| 101 | 13           | Близанци Питс                          | Метју Пен       | Дејвид Милч, Бил Кларк               | 10. фебруар 1998.   |
| Грегу се врти у глави када човек тврди да његов брат близанац прети да ће да убије њега и његову девојку, а онда је откривено да постоји и трећи брат близанац. Нарокман је опољачкао банкомат, а Џилино суочавање са мајком је једнин начин да се он доведе пред лице правде. Енди добија медицинске вести које не говори никоме, чак ни Силвији, а атрактивна ЛАП Долорес Мејо долази. Напомена: Појава ПОТ Силвије Костас-Сиповиц.                                                                                                 |              |                                        |                 |                                      |                     |
| 102 | 14           | Плетиља мржње                          | Парис Баркли    | Дејвид Милч, Бил Кларк               | 17. фебруар 1998.   |
| Тинејџерка Вивер је убијена, а Фенси се усресредио више на њеног оца него на истрагу, а на крају циља Ендиј због своје објективне истраге. Након што је Боби добио очаравајуће вести од Дајен (изгубила је дете) и слуша о томе цео дан, он виче и онда ућути. Жена Афричког имигранта је пронађена мртва, а Џил схвата које дугмиће треба да испритиска да би добила признање. |              |                                        |                 |                                      |                     |
| 103 | 15           | Не убијај гласника                     | Метју Пен       | Дејвид Милч, Бил Кларк               | 24. фебруар 1998.   |
| Медицинска сестра је задављена и избодена. Сумња прво пада на менталног пацијента болнице где је радила, а Енди и Боби онда откривају да је била у вези са ожењеним униформисаним полицајцем Томијем Ричардсоном и покушавају да докажу његову кривицу. Џил користи трик са лименком сока да би извукла признање из осумњиченог који ћути, а Ендијев доктор долази у станицу да би суочио Ендија са медицинским вестима, а Енди губи живце и избацује га из 15-те.                                                                    |              |                                        |                 |                                      |                     |
| 104 | 16           | Онај који се извукао                   | Стивен Депол    | Адиса Ива                            | 3. март 1998.       |
| Енди и Боби настављају да истражују Томија Ричардсона, а највише што Енди може да уради је да упозори Томија о пребацивању из 15-те. Двојица силеџија су претукла студента режије и украли му камеру, али Дајен и Џил брину јер студент тражи освету. Грег добија хитан позив од Еби и сазнаје да има трудове. Енди се суочава са Силвијом након што је она хтела да разговара оњеговом здрављу: раку простате. Напомена: Појава ПОТ Силвије Костас-Сиповиц.                                                                          |              |                                        |                 |                                      |                     |
| 105 | 17           | Причај у совје име, Брусе Клејтоне     | Марк Тинкер     | Дејвид Милч, Бил Кларк               | 24. март 1998.      |
| Пуцњава на клиници у коју је умешан љубавни троугао између усамљене жене, њеног бесног дечка и њеног мужа који хоће да је заштити доводи до пуцњаве у 15-тој. Силовање једне жене и убиство друге доводи Ендија и Бобија до дилера дроге који зна Ендија из његових ружних дана у полицији. Енди говори Бобију о свом стању. Фенси је срећан што може да обавља полицијски посао када добије изјаву о случају пуцњаве. Напомена: Појава ПОТ Силвије Костас-Сиповиц.                                                                   |              |                                        |                 |                                      |                     |
| 106 | 18           | Не желим да умрем                      | Пери Ланг       | Дејвид Милч, Бил Кларк, Џил Голдсмит | 31. март 1998.      |
| Жена Томија Ричардсона, Лори, је дошла у станицу да покупи његове ствари због премештаја, а онда се обратила Симону и Раселовој о Томијевом понашању када га је ухватила да разговара преко телефона са другом женом. У међувремену Медавој и Киркендалова истражују убиство човека који је пронађен мртав у кади бивше девојке. Силвија посећује Сиповица у болници због његовог здравља, што се погоршава и они одлучују да игноришу савет др. Талбота и послушају савет др. Мондзека. Напомена: Појава ПОТ Силвије Костас-Сиповиц. |              |                                        |                 |                                      |                     |
| 107 | 19           | Простата пре закона                    | Парис Баркли    | Дејвид Милч, Бил Кларк               | 28. април 1998.     |
| Џејмс и Грег откривају да су се Ђина и Еби породиле. Енди иде наоперацију простате и пати док пролази кроз агонију опоравка. Остатак одељења хвата убицу, војног ветерана, који је био у граду са својих пет другова из војске. Што више полицајци разговарају са њима, то више мисле да имају већи и опасниј и проблем. Напомена: Појава ПОТ Силвије Костас-Сиповиц. |              |                                        |                 |                                      |                     |
| 108 | 20           | Време је за чекић                      | Марк Тинкер     | Дејвид Милч, Бил Кларк               | 5. мај 1998.        |
| Енди је још у боловима када се вратио на посао и добио случај нестале девојке која је зависна од крека. Енди се сукобљава са ПОТ Кохеном због плана за имунитет и мора да користи своје мере када девојку пронађу мртву. Силвија се појављује да помогне Ендију у решавању злочиначког случаја. Боби сазнаје да је старији станар из његове зграде нестао и спекулише се о Хнерију Кофилду. Напомена: Појава ПОТ Силвије Костас-Сиповиц.                                                                                              |              |                                        |                 |                                      |                     |
| 109 | 21           | Семено размишљање                      | Метју Пен       | Дејвид Милч, Бил Кларк, Кевин Аркади | 12. мај 1998.       |
| Када су детективи позвани на место злочина убиства девојке која је прекривена телесном течношћу, импулсивни Грег смишља паметну стратегију за добијање признања од осумњиченог. У међуремену Сиповиц и Симон приводе младића осумњиченог за убиство продавца аутомобила, а Сиповис добија узнемирујуће вести о свом здрављу. Напомена: Појава ПОТ Силвије Костас-Сиповиц. |              |                                        |                 |                                      |                     |
| 110 | 22           | Медени месец на Нијагариним водопадима | Парис Баркли    | Дејвид Милч, Бил Кларк               | 19. мај 1998.       |
| Симон и Сиповиц помажу ПОТ Кохену који сумња да је адвокат умешан у погубљење сведока и њеног детета. Медавој и Мартинез хапсе преваранта који производи лажне спортске сувенире, а Симон и Сиповиц наилазе на препреку усвојим романтичним везама. Напомена: Појава ПОТ Силвије Костас-Сиповиц |              |                                        |                 |                                      |                     |